# 2005年新加坡总统选举
2005年新加坡总统选举是为了投选新加坡总统。当时现任总统塞拉潘·纳丹的第一任期于2005年8月31日结束。选举令状宣布，8月17日为提名日，若提名日当天有超过一位候选人受提名，8月27日将是投票日。
总统选举委员会考虑了各候选人的申请后，颁发合格证书给纳丹，但拒发给其他候选人。提名日当天，只有纳丹一人受提名。纳丹再次当选连任，于2005年9月1日宣誓就职第二任期总统一职。

## 候选人
四名候选人呈交了21封合格证书的申请，以便竞选。
所有申请都有总统选举委员会审阅，审查人员有：
- Andrew Chew Guan Khuan：公共服务委员会（英语：Public Service Commission (Singapore)）主席
- 林祥源（英语：Lim Siong Guan）：会计与企业管制局主席
- H R Hochstadt：总统少数族群权益委员会（英语：Presidential Council for Minority Rights）成员

选举官是人民协会行政总裁Tan Boon Huat。

### 合格
- 新加坡共和国第六任总统纳丹。

### 宣布不合格
- 裕廊集团（英语：JTC Corporation）前任财务长关玉麟（英语：Kuan Yoke Loon Andrew）。新加坡媒体普遍推测，人民行动党政府并没有给予关候选人资格的准备，[1]非政府机构THINK CENTRE则指责媒体“说他的是非”。[2]

8月9日，李显龙总理呼吁所有候选人公开自己的履历，以便国人可以做出明智的判断。他也鼓励关玉麟的前任雇主上前，把所有他们知道关于他的事都告诉国人。
8月11日，关的前任雇主裕廊集团召开记者会，提供2004年7月关辞职的情形的有关详情。裕廊集团行政总裁Chong Lit Cheong称，自从关玉麟在裕廊集团的第一年起，他的工作表现一直不令人满意，曾经在2003年以及2004年两度被要求辞职。裕廊集团并没有提供任何关于他的工作表现如何令人不满意的详情，只是说明并没有涉及任何诈欺或其他罪行，而关玉麟的工作表現亦強差人意。关回复说，他在裕廊集团工作了37个月，几次延长了合约，在这期间也获得花红和加薪。另一家公司凯发（Hyflux）也当众批评关。
后来，总统选举委员会基于关没有符合参选总统的规定，取消关的参选资格。委员会称，关在裕廊集团担任财务长的资历与责任不符合宪法的规定。一名总统候选人必须当过政府部门附属管理局的主席或总裁，或是有至少100万元（新加坡元）缴足资本的公司的主席或总裁。
- 房地产执行总裁黄文优。总统选举委员会拒发合格证书给他，原因是缺乏宪法规定的经验与能力。[5]
- Ramachandran Govindasamy Naidu。总统选举委员会拒发合格证书给他，原因是缺乏宪法规定的经验与能力。[5]

## 选举结果
| 候选人      | 票数         |
| ----------- | ------------ |
| 塞拉潘·纳丹 | （自動當選） |

## 媒体报道和公众意见
纳丹总统自动当选的性质，导致国内引发关于国家的政治制度的辩论，没有候选人有资格和人民行动党支持的候选人竞选。 然而，关于这个辩论，有很少媒体报道，关于此事也没有举行公投了解公众意见。
另一方面，政治机构、商业机构以及工会对总统选举委员会的决定有一致的认可。有很少媒体报道关于反对意见或者与不符合资格的候选人的访问。
一个促成缺乏合格候选人的因素是新加坡宪法对可以当选总统的人的严格规定。在国内，只有数百人有资格，而许多是人民行动党的反对成员。因此，他们不大可能挑战有人民行动党支持的候选人。
有些人觉得，总统候选人资格作为一种制度被消弱，这种认同也在博客、免付报纸《今日报》的专栏文章出现。相比之下，新加坡的《海峡时报》和亚洲新闻台站出来支持纳丹连任新加坡总统。

## 外部連結
- 他在16歲時離家出走 教育部的Zuraidah Ibrahim和Lydia Lim
- 納丹醫療報告發佈
- 总统选举委员会的政府宪报（页面存档备份，存于） 2005年5月27日